# José Lino da Cunha Sotto Mayor
Armas José Lino da Cunha Sotto Mayor
José Lino da Cunha Sotto Mayor,  CvC, (Chaves, 1801 - Lebução, 1849) foi um aristocrata, político e militar Português partidário da facção Liberal, durante a Guerra Civil Portuguesa. Foi Senhor do Vínculo de Lebução, do Foro de Algoso e Capela de S.Caetano da Espinhozela (Sito em Vinhais, Algoso, Bragança, Vimioso e Valpaços) e Membro Professo da Ordem de Cristo.
Filho de D. Joaquina Margarida da Cunha Sotto Mayor, Morgada do vínculo dos Cunha Sotto-Mayor de Lebução, e de António José Ramos, proprietário. Neto pela parte materna de Manuel José da Cunha Sotto Mayor, Capitão de Cavalaria dos Dragões de Chaves, e de D. Maria Alvarez Nogueira. Casou em Lisboa, na freguesia do Sagrado Coração de Jesus, com D. Anna Lúcia Garcez Palha de Almeida (Cascais, 1802 - Chaves, 1896), filha de António Basílio de Brito Garcez Palha, Major e Chefe de Estado Maior da Praça da Torre de São Julião da Barra, Cavaleiro da Ordem de Aviz, e de D. Mariana Antónia Serafina Garcez Palha de Almeida, neta de Diogo Garcez Palha, Fidalgo da C. R., Tesoureiro da Junta dos Três Estados, Tesoureiro Geral dos Consulados, Porteiro da Câmara da Rainha D. Mariana de Áustria, Cavaleiro da Ordem de Cristo, etc.
Notabilizou-se, pelas suas acções, durante a Revolução Liberal, na Guerra Civil Portuguesa e como político no início do Período Constitucional. Entre os demais cargos, foi ,por nomeação D´el Rei D. Pedro IV, o 1º Administrador (1834/1836 - 1836/1839), e Provedor, do Concelho de Monforte de Rio Livre. Como Administrador do Concelho de Monforte de Rio Livre, coube-lhe a função de magistrado administrativo, de gerir a administração do concelho, assim como exercer o poder jurídico e judicial concelhio por indicação do governo central e de Sua Majestade. Deu abertura às primeiras juntas eletivas locais e elaborou a constituição dos distritos eleitorais do referido concelho. Durante o seu mandato e por iniciativa do referido José Lino, procedeu-se à transferência da sede de concelho do Castelo de Monforte de Rio Livre para a povoação de Lebução, elevando esta povoação à categoria de vila. Sucedeu-lhe, no cargo de Administrador, João Baptista de Morais Soares, Morgado de Vilartão.
Da sua prole, destacam-se José Lino da Cunha Sotto Mayor, António Lino da Cunha Sotto Mayor, dignitários da Câmara Municipal do Concelho de Monforte de Rio Livre, na jurisdição distrital de Mairos e Lebução, e Joaquim Felisberto da Cunha Sotto Mayor que, à posteriori, se evidenciaram, respectivamente, como fundadores e acionistas da Casa Comercial Sotto-Mayor & Cia, com sede na cidade do Rio de Janeiro.